# Arellano (gmina)
Arellano – gmina w Hiszpanii, w Nawarze, o powierzchni 16,89 km². W 2011 roku gmina liczyła 207 mieszkańców.